# Streptoglossa tenuiflora
Streptoglossa tenuiflora là một loài thực vật có hoa trong họ Cúc. Loài này được Dunlop miêu tả khoa học đầu tiên năm 1981.